# 하타나카 이치조
하타나카 이치조(일본어: 畠中 市蔵, 1887년 12월 20일~?)는 일본의 관료이다. 조선총독부와 대만총독부에서 활동했다.

## 생애
가고시마현 가고시마군에 태어난 그는 1915년부터 1916년까지 조선총독부 순사로 활동했으며 이후 대만총독부에서 조주군수, 다이코군수 등을 역임했다.